# Britta Bergström (sångare)
Britta Andersdotter Bergström, född 14 augusti 1968 i Örnsköldsviks församling, Västernorrlands län, är en svensk sångare.
Britta Bergström är en av Sveriges mest anlitade kvinnliga körsångare. Hon har körat för bland andra Carola Häggkvist, Robyn, Jennifer Brown, Tommy Körberg och Lisa Nilsson. Hon syns flitigt i bakgrunden under TV-galor och andra musikevenemang.
Hon har deltagit i Melodifestivalens huskör 1996, 2003, 2004 och 2005. Dessutom har hon körat på ett stort antal enskilda Melodifestivalbidrag. Bergström har körat i Eurovision Song Contest ett flertal gånger, exempelvis 2004 för Sverige och Lena Philipssons "It Hurts", 2006 för Belgien och Kate Ryans "Je t'adore" och 2012 samt 2015 för Sverige och Loreens "Euphoria" respektive Måns Zelmerlöws "Heroes".
Hon har varit flitigt anlitad jingelsångare, bland annat för Rix FM, Mekonomen och Kokosbollar. Hon är medlem i gospelgruppen One Voice, samt Atlas Gospel Choir.
Blacknuss är ytterligare ett av banden hon samarbetar med. Under 2007 års Pride-festival gjorde hon ett framträdande tillsammans med gruppen. Hon har även varit lärare på Skarpnäcks skola.
Bergström medverkade i Så ska det låta den 25 april 2008. Hon är en del av orkestern i tv-produktionerna Så mycket bättre (TV4) och Allsång på Skansen (SVT).
Hon är bosatt på Södermalm i Stockholm.